# Pravoslav Rada
Pravoslav Rada (14. října 1923 Železný Brod – 23. dubna 2011) byl český sochař, keramik a pedagog.

## Život
Během druhé světové války, v letech 1939 až 1943 na sochařsko-kamenické škole v Hořicích. Pak mezi roky 1943 a 1949 pokračoval na Vysoké škole uměleckoprůmyslové v Praze (VŠUP), kde ho odborně vedli Jan Lauda, Bedřich Stefan a Otto Eckert. V té době vycestoval díky stipendiu dánské vlády na uměleckoprůmyslovou školu v Kodani a pracoval pod vedením keramičky Nathalie Krabsové. Posléze ještě v letech 1958 a 1960 dělal u profesora Eckerta na VŠUP aspiranturu (doktorský studijní program).
V letech 1968 a 1969 pobýval ve Spojených státech amerických, kde vyučoval na Southern Connecticut State College v New Havenu.
Pro svá díla využívá především majoliku pokrytou barevnými glazurami, někdy i s využitím tištěných dekorů. Typickým prvkem jeho tvorby jsou dekorativní plastiky a figurální skupiny s filozofickým či humorným obsahem. Zabývá se keramickým designem, technickým experimentům a monumentálním skulpturám určeným do exteriéru. Při tom spolupracuje se svou manželkou Jindřiškou.
Organizoval prezentace keramických děl a sepsal i několik publikací. Patřil mezi zakladatele skupiny užitého umění Bilance (1957) i ke spoluzakladatelům keramických setkání v Bechyni (1970).

## Dílo

### Umělecké
- 1967 - Ostrava, fontána s plastikami na výstavišti Černá louka - odstraněno
- 70. léta - Praha - Krč, keramický reliéf na průčelí ZŠ Horáčkova - odstraněno
- 1974 – Praha - Vokovice, fontány a plastiky v objektu Koospolu - odstraněno 2010
- 1977 - Praha - Nové Město, soubor keramických plastik a reliéfů na terase kavárny Rostov - odstraněno
- 1978 - Praha - Háje, Keramická plastika "Lev" před ZŠ Mendelova - odstraněno
- 1979 - Brno - Jundrov, Porcelánová fontána před nákupním střediskem Jundrov - odstraněno
- 1980 – Janské Lázně, stěna dětské léčebny
- 1983 - Praha - Záběhlice, dva porcelánové medailony ve sportovní hale Záběhlice

### Literární
- 1956 – Kniha o technikách keramiky
- 1965 – Jak se dělá keramika